# Guillermo VI de Hesse-Kassel
Guillermo VI de Hesse-Kassel (en alemán: Wilhelm VI. von Hessen-Kassel; Kassel, 23 de mayo de 1629-Haina, 16 de julio de 1663) fue landgrave de Hesse-Kassel de 1637 a 1663. Era hijo del landgrave Guillermo V de Hesse-Kassel y de Amalia Isabel de Hanau-Münzenberg.

## Biografía
Guillermo era el hijo mayor de los landgraves Guillermo y Amalia. La familia tuvo que escapar de su país durante la guerra de los Treinta Años, y tras la pronta muerte de su padre, Guillermo heredó el título de landgrave. Por su minoría de edad, el gobierno sería dirigido por su madre, cuya determinación sería fundamental para que Hesse-Kassel recuperase los territorios perdidos correspondientes a la herencia de la región de Oberhessen, la parte norte del extinto landgraviato de Hesse-Marburgo. Así, cuando asumió plenamente los poderes en 1650, Guillermo VI obtuvo los territorios que su padre tanto había ambicionado.
Concluida la guerra, Guillermo VI se dedicó a fomentar el renacimiento de la cultura de su patria, con el apoyo a las universidades y la fundación de numerosos institutos.
Mantuvo ciertas relaciones con el landgrave Jorge II de Hesse-Darmstadt -su enemigo en la guerra- con respecto a acuerdos territoriales. Continuó, sin embargo, la política de sus padres de colaboración con Francia, y hacia el final de su vida se integró a la Liga del Rin.
Falleció en Haina, en las cercanías de Kassel, en 1663. Al igual que él en su tiempo, su sucesor, Guillermo VII, era menor de edad.

## Descendencia
En 1649, se casó con la princesa Eduvigis Sofía de Brandeburgo, hija del elector Jorge Guillermo I de Brandeburgo. Con ella tuvo la siguiente descendencia:
- Carlota Amalia (1650-1714), reina consorte de Dinamarca como la esposa del rey Cristián V.
- Guillermo VII (1651-1670), landgrave de Hesse-Kassel.
- Carlos I (1654-1730), landgrave de Hesse-Kassel.
- Felipe (1655-1721), landgrave de Hesse-Philippsthal.
- Isabel Enriqueta (1661-1683), reina consorte de Prusia como la esposa del rey Federico I.

| Predecesor: Guillermo V | Landgrave de Hesse-Kassel 21 de septiembre de 1637-16 de julio de 1663 | Sucesor: Guillermo VII |

- Datos: Q702876
- Multimedia: William VI, Landgrave of Hesse-Kassel / Q702876